# 제6회 전국동시지방선거 광주광역시
이 문서는 제6회 전국동시지방선거 광주광역시 지역 투·개표 결과이다. 광주광역시의 유권자들은 시장으로 새정치민주연합의 윤장현 후보를 뽑았으며, 그외 광주광역시 의회는 지역구에서 새정치민주연합 후보가 전원 당선되었고, 비례대표는 정당별 득표율에 따라 새정치민주연합이 두 석, 통합진보당이 한 석을 획득하였다. 기초자치단체장 또한 다섯 개 구 전역에서 새정치민주연합 후보가 당선되었다.

## 개표 결과

### 광주광역시장
|  | 57.85% |

|  | 31.77% |

|  | 3.40% |

|  | 3.34% |

|  | 2.56% |

|  | 1.06% |

### 기초자치단체장
| 지역       | 기호 | 후보   | 정당           | 득표수  | 득표율 | 비고 |
| ---------- | ---- | ------ | -------------- | ------- | ------ | ---- |
| 광산구청장 | 2    | 민형배 | 새정치민주연합 | 127,437 | 83.37% | 재선 |
| 남구청장   | 2    | 최영호 | 새정치민주연합 | 72,663  | 82.16% | 재선 |
| 동구청장   | 2    | 노희용 | 새정치민주연합 | 34,647  | 85.85% | 재선 |
| 북구청장   | 2    | 송광운 | 새정치민주연합 | 131,417 | 67.30% | 3선  |
| 서구청장   | 2    | 임우진 | 새정치민주연합 | 97,853  | 69.96% |      |

#### 동구청장
|  | 71.19% |

|  | 17.06% |

|  | 11.73% |

#### 서구청장
|  | 69.95% |

|  | 23.70% |

|  | 6.33% |

#### 남구청장
|  | 72.95% |

|  | 15.84% |

|  | 11.19% |

#### 북구청장
|  | 67.30% |

|  | 17.01% |

|  | 10.15% |

|  | 5.52% |

#### 광산구청장
|  | 83.36% |

|  | 16.63% |

### 광주광역시교육감
|  | 47.60% |

|  | 31.76% |

|  | 9.79% |

|  | 5.61% |

|  | 5.22% |

## 같이 보기
- 제6회 전국동시지방선거